# Polnisch Müllmen

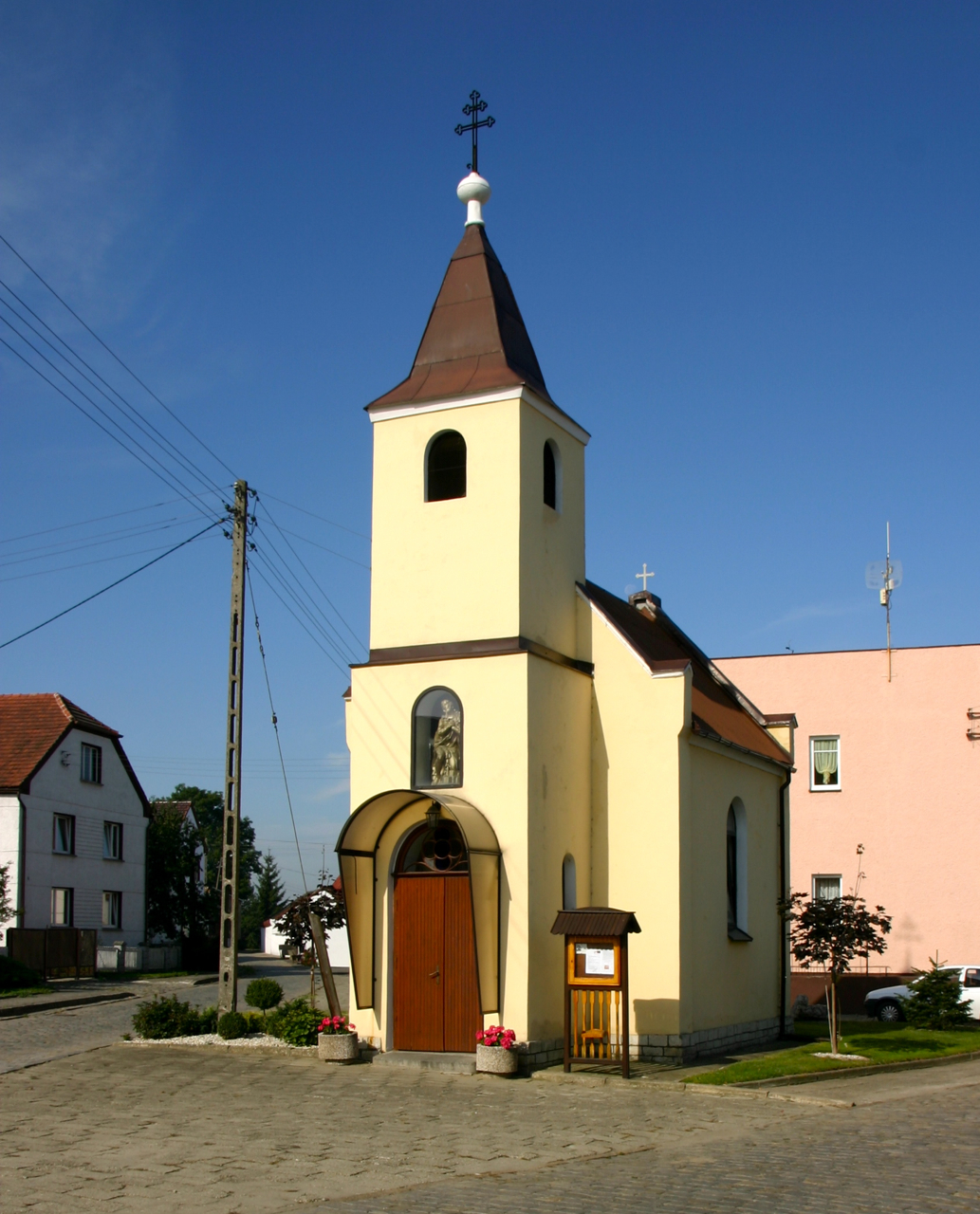
Kapelle

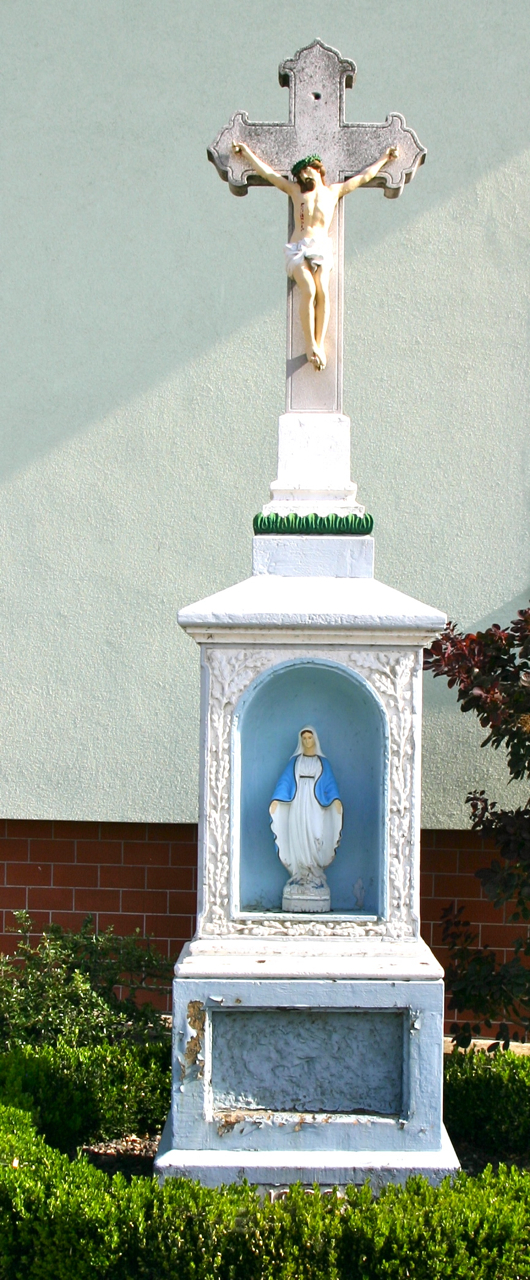
Wegkreuz

Polnisch Müllmen (polnisch Mionów, 1931–1939 Müllmen, 1939–1945 Niederrode) ist ein Ort in der Stadt- und Landgemeinde Oberglogau (Głogówek) im Powiat Prudnicki der Woiwodschaft Opole in Polen.

## Geographie
Das Angerdorf Polnisch Müllmen liegt sieben Kilometer nordwestlich von Oberglogau, 17 Kilometer nordöstlich von Prudnik (Neustadt O.S.) und 34 Kilometer südlich von Opole (Oppeln) in der Nizina Śląska (Schlesische Tiefebene). Westlich von Polnisch Müllmen fließt der Mühlgraben, ein Nebenfluss der Zülz.
Ortsteil von Polnisch Müllmen ist der Weiler Hoinowitz (Hojnowice).
Nachbarorte von Polnisch Müllmen sind im Westen Wilkau (Wilków), im Norden Schartowitz (Czartowice) und die Weiler Golschowitz (Golczowice) und Mutzkau (Mucków), im Nordosten Zowade (Zawada), im Osten Blaschewitz (Błażejowice Dolne), im Südosten Mochau (Mochów) und im Süden Deutsch Müllmen (Wierzch).

## Geschichte
Die Gegend um Polnisch Müllmen war bereits in der Jungsteinzeit bevölkert. Dies bezeugen Archäologischer Funde, bei denen Reste von Schmelzöfen aus dem 3. und 4. Jahrhundert v. Chr. entdeckt wurden sowie eine Münze mit dem Abbild des Kaisers Antoninus Pius aus dem 3. Jahrhundert n. Chr.
„Milowanow“  wurde 1217 erstmals urkundlich erwähnt. In diesem Dokument schenkte der Oppelner Herzog Kasimir I. dem Kapellan Sebastian und seinem Bruder Graf Gregor die Orte Deutsch Müllmen (als Virh erwähnt) und Polnisch Müllmen. Sebastian übergab Deutsch Müllmen seinem Bruder Gregor und behielt Polnisch Müllmen. Von 1381 bis 1600 gehörte Polnisch Müllmen der Familie Stral. 1405 wurde Polnisch Müllmen als „Polonisschim Melwayn“ und 1416 als „Milwano polonical“ erwähnt.
Nach dem Ersten Schlesischen Krieg fiel Polnisch Müllmen 1742 mit dem größten Teil Schlesiens an Preußen. 1784 hatte Polnisch Müllmen, das einem Grafen Schafgotsch gehörte, 18 Bauern, 19 Gärtner, zwei Häusler, eine Mühle und 188 Einwohner.
Nach der Neugliederung der Provinz Schlesien gehörte die Landgemeinde Polnisch Müllmen ab 1816 zum Landkreis Neustadt O.S., mit dem sie bis 1945 verbunden blieb. 1818 zählte Polnisch Müllmen 18 Bauern, 19 Gärtner, zwei Häusler und eine Wassermühle. 1845 bestanden im Ort eine Wassermühle, zwei Getreidehandlungen, eine Tabakhandlung, ein Garnsammler, ein Kretschmer und 55 Häuser. Im gleichen Jahr zählte Polnisch Müllmen 440 Einwohner, allesamt katholisch. 1865 hatte der Ort 19 Bauern-, 18 Gärtner- und 20 Häuslerstellen. Zu diesem Zeitpunkt war der Ort nach Deutsch Müllmen eingepfarrt und eingeschult. 1874 wurde der Amtsbezirk Deutsch Müllmen gegründet, dem die Landgemeinden Deutsch Müllmen, Polnisch Müllmen und Wilkau eingegliedert wurden.
Bei der Volksabstimmung in Oberschlesien am 20. März 1921 stimmten 150 Wahlberechtigte für einen Verbleib bei Deutschland und 124 für die Zugehörigkeit zu Polen. Polnisch Müllmen verblieb beim Deutschen Reich. Kurz darauf folgte eine Umbenennung in Müllmen. 1933 lebten im Ort 391 Einwohner. Am 2. Mai 1939 wurde Müllmen in Niederrode O.S. umbenannt. 1939 wurden 382 Einwohner gezählt.
Als Folge des Zweiten Weltkriegs fiel Nederrode O.S. 1945 an Polen, wurde in Mionów umbenannt und der Woiwodschaft Schlesien angeschlossen. 1950 wurde Mionów der Woiwodschaft Opole eingegliedert, seit 1999 gehört es zum Powiat Prudnicki. Am 22. April 2009 wurde in der Gemeinde Oberglogau, der Polnisch Müllmen angehört, Deutsch als zweite Amtssprache eingeführt. Am 1. Dezember 2009 erhielt der Ort zusätzlich den amtlichen deutschen Ortsnamen Polnisch Müllmen.

## Sehenswürdigkeiten
- Kapelle mit Glockenturm
- Wegkreuze

## Vereine
- Deutscher Freundschaftskreis
- Freiwillige Feuerwehr OSP Mionów

## Söhne und Töchter des Ortes
- Johannes Chrząszcz (1857–1928), oberschlesischer Priester und Heimatforscher